# Melina (nome)
Melina (in alfabeto greco: Μελίνα) è un nome proprio di persona greco e inglese femminile.

## Varianti
- Francese: Mélina[1], Méline[1]

## Origine e diffusione
Si tratta principalmente di un nome greco moderno, tratto da μέλι (meli, cioè "miele", termine da cui derivano anche i nomi Melissa e Pamela). Del nome si trovano però occorrenze anche nei paesi anglofoni a partire da XVII secolo, che rappresentano probabilmente variazioni di Melania. In altri casi, può anche costituire un'elaborazione femminile di Mel.

## Onomastico
Il nome non è portato da alcuna santa, quindi è adespota. L'onomastico può essere festeggiato il 1º novembre per Ognissanti.

## Persone

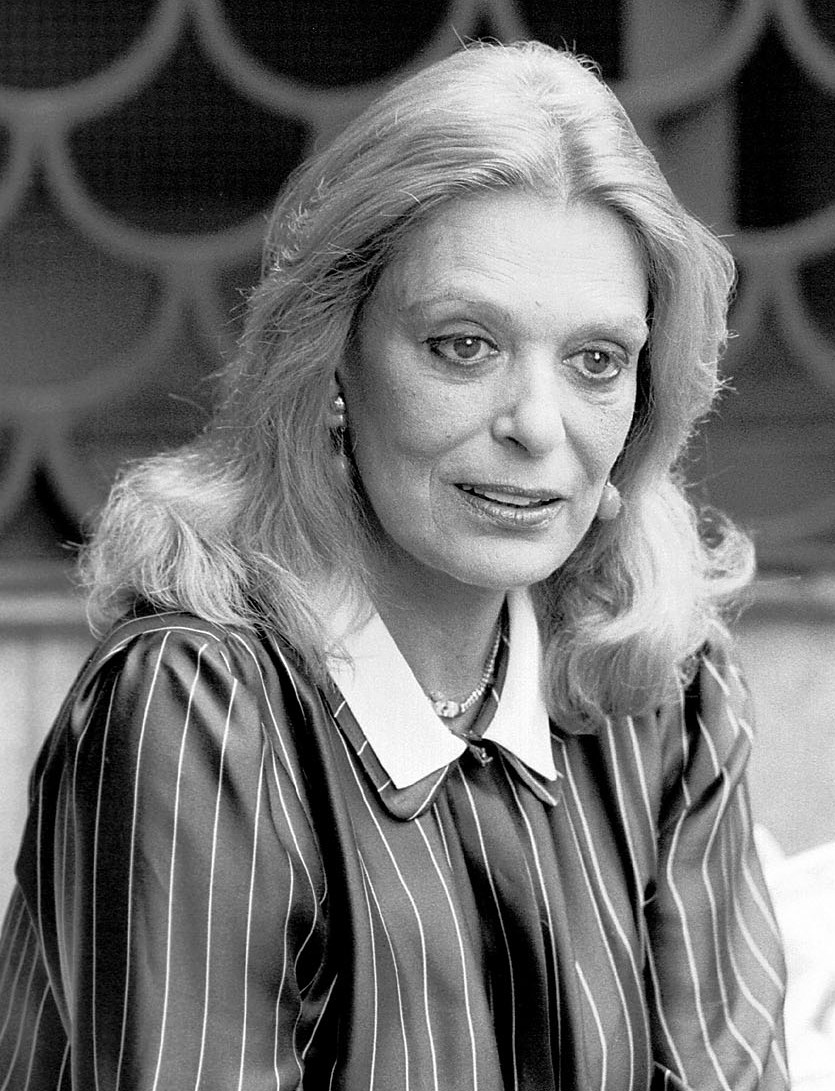
Melina Merkouri

- Melina Kanakaredes, attrice statunitense
- Melina Marchetta, scrittrice australiana
- Melina Martello, doppiatrice e direttrice del doppiaggio italiana
- Melina Matsoukas, regista cubana
- Melina Merkouri, attrice, cantante e politica greca
- Melina Pérez, wrestler statunitense

## Il nome nelle arti
- Melina è un personaggio interpretato dall'attrice statunitense Rachel Ticotin nel film Atto di forza di Paul Verhoeven.
- Melina è un personaggio del romanzo Vacanze all'isola dei gabbiani della scrittrice svedese Astrid Lindgren.
- Melina Cappuccio è un personaggio della serie di libri L'amica geniale di Elena Ferrante.
- Melina Havelock è un personaggio della serie cinematografica di James Bond.
- Melina è un personaggio del videogioco Elden Ring